# Аллантоис

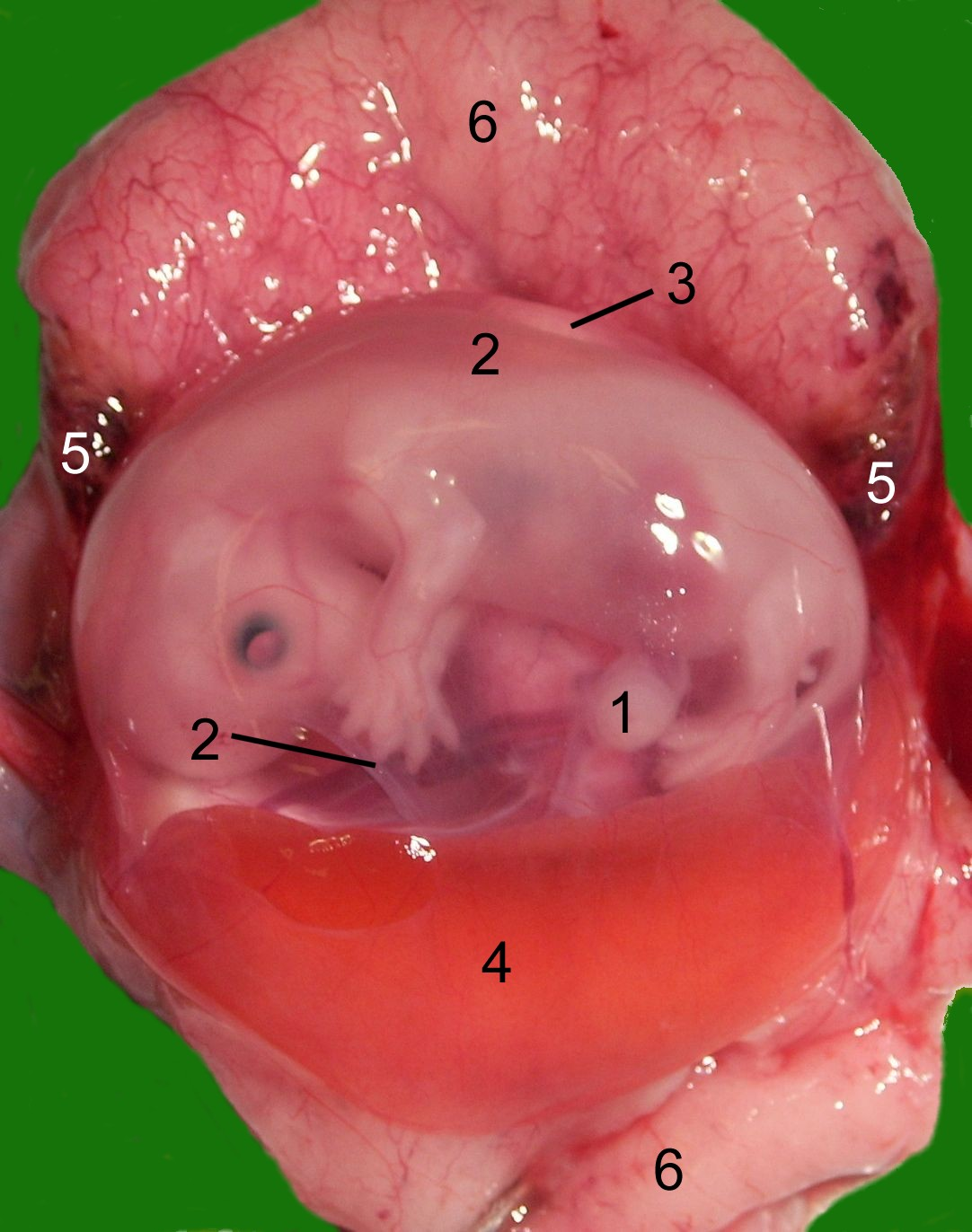
Строение матки кошки с зародышем во время беременности.
1 — Пуповина, 2 — Амнион, 3 — Аллантоис, 4 — Желточный мешок, 5 — Развивающаяся гематома, 6 — Материнская часть плаценты

Алланто́ис (от др.-греч. ἀλλαντοειδής — колбасовидный) — эмбриональный орган дыхания высших позвоночных животных; зародышевая оболочка, развивающаяся из вентральной стенки задней кишки эмбриона. Кроме того, аллантоис участвует в газообмене зародыша с окружающей средой и выделении жидких отходов. Аллантоис и другие эмбриональные оболочки — амнион и хорион — являются определяющими признаками высших позвоночных животных — млекопитающих, птиц и рептилий.
У яйцекладущих птиц и рептилий аллантоис развивается вокруг эмбриона вдоль стенок скорлупы. В своём внешнем слое, называемым мезодермой, он создаёт разветвлённую сеть кровеносных сосудов, с помощью которых происходит взаимодействие с внешней средой. У млекопитающих аллантоис входит в состав пуповины. Служит местом накопления азотистых отходов метаболизма.
Аллантоис выстлан переходным эпителием (уроэпителий)